# Soma Kömür İşletmeleri
Soma Kömür İşletmeleri A.Ş. (Soma Mining Inc., deutsche Übersetzung etwa „Kohlebetriebe Soma AG“) ist ein türkisches Kohlebergbauunternehmen mit Sitz in Istanbul und einer der größten Kohleproduzenten in der Region. 2014 hatte es nach Angaben auf seiner Website 7.500 Beschäftigte und förderte 2,5 Millionen Tonnen Kohle jährlich. Das Braunkohlebergwerk Eynez (türk.: Eynez Maden Ocağı), in dem das Grubenunglück von Soma stattfand, bei dem mindestens 301 Menschen ums Leben kamen, ist in seinem Besitz.
Die Soma Kömür İşletmeleri A.Ş. ist Teil der Soma Holding, der nach eigenen Angaben größte privaten Kohlenproduzentin des Landes. Sie wurde 1984 gegründet. Die erste Kohle wurde 1986 gefördert. Seit 2010 ist die Soma Holding auch im Bauwesen aktiv. Im Jahr 2005 erhielt sie von der staatlichen Türkischen Gesellschaft für Kohleförderung (Türkiye Kömür İşletmeleri Kurumu TKİ) die Förderrechte für etwa 18 Millionen Tonnen Kohle. Das Bergbauunternehmen erhielt im September 2009 von der Ciner Holding eine Konzession zur Produktion von etwa 15 Millionen Tonnen Kohle aus den Vorkommen in Soma-Eynez. Das Bergwerk Eynez produziert 2,5 Millionen Tonnen Kohle jährlich. Das Unternehmen hat nach Angaben auf seiner Website 5.500 Mitarbeiter, davon 5.000 Untertagebergleute und etwa 130 Ingenieure als technisches Personal. Die Soma Holding spricht im Mai 2014 in einer Presseerklärung von einer Mitarbeiterzahl von 7500 in den Soma Kömür İşletmeleri A.Ş.
Neben dem Bergbau in der Region Soma-Eynez betreibt die Holding auch Steinkohlebergbau in der Region Zonguldak.
Der Chef der Soma Holding, Alp Gürkan, erklärte 2012 in einem Interview mit der Tageszeitung Hürriyet, dass  die Kosten für Kohle in Soma von  130–140 $ pro Tonne zur Zeit des Abbaus durch die TKİ auf 23,80 $ pro Tonne gesenkt wurden.